# Ašina
Ašina (kitajsko 阿史那, pinjin Āshǐnà, Wade–Giles A-shih-na, srednje kitajsko Guangyun) je bilo pleme in vladajoča dinastija Gokturkov. Pleme je postalo pomembno sredi 6. stoletja, ko se je njegov poglavar Bumin kagan uprl Rouranskemu kaganatu. Buminova družina se je po njegovi smrti razdelila na dve veji. V prvi veji so bili njegovi potomci, v drugi pa potomci njegovega brata Istemija. Veji sta vladali sočasno v vzhodnih oziroma zahodnih delih gokturške konfederacije. 

## Izvor
Primarni kitajski viri pripisujejo plemenu Ašina drugačen izvor. Pleme je prvič omenjeno leta 439 v Knjigi Suija: 
18. dan 10. meseca je vladar Tuobov, cesar Tajvu iz severnega Veja, strmoglavil Juku Mujiana iz severnega Lianga v vzhodnem Gansuju in 500 družin plemena Ašina je pobegnilo na severozahod v Rouranski kaganat v bližino Gaočanga.
Po Knjigi Džouja, Zgodovini severnih dinastij in Novi knjigi Tanga je bil klan Ašina sestavni del konfederacije Šjongnu. Trditev je sporna. Za Gokturke se je domnevalo tudi, da izvirajo iz obskurne države Suo (索國) severno od Šiongnuja.  Po Knjigi Suja in Tongdianu so bili »mešani barbari« iz Pinglianga.
Po trditvah nekaterih raziskovalcev (Duan, Šue, Tang in Lung) je pleme Ašina izviralo iz konfederacije Tiele, prav tako povezane s Šjongnuji. Tako kot Gokturki so bili tudi Tieleji verjetno eno od mnogih nomadskih stepskih turških ljudstev. Lee on Kuang (2017) v nasprotju s tem trdita, da kitajska zgodovina Gokturkov pod vodstvom klana Ašina ne opisuje kot potomcev Dinglingov ali pripadnikov konfederacije Tiele.

## Legende
Kitajski kronisti so zabeležili štiri izvirne pripovedi, povezane s Turki, ki jih je Golden poimenoval Pravljica o volkulji I, Pravljica o volkulji II, Pravljica o Šemu (Žama) in jelenu in Zgodovinska zgodba.
- Pravljica o volkulji I: Ašina je bil eden od desetih sinov sive volkulje, rojen v severnem Gaočangu.[31]
- Pravljica o volkulji II: prednik plemena Ašina je bil mož iz ljudstva Suo (severno od Šjongnuja), čigar mati je bila boginja volkulja.[31]
- Pravljica o Šemu in jelenu:  Ašine so bili potomci izkušenega lokostrelca z omenom Šemo, ki se je zaljubil v boginjo morja zahodno od podzemne jame Ašide.[32][33]
- Zgodovinska zgodba: Ašine so bili mešanega porekla iz poveljstva Pinglianga v vzhodnem Gansuju.[34]

Zgodbe so se včasih združile v kronološko skladno pripoved o zgodnji zgodovini Ašinov, kar je seveda sporno. Knjiga Džuja, napisana v prvi polovici 7. stoletja, opisuje rabo zlata med Turki v 5. stoletju:  
"(Turki) so dali zlat kip volčje glave na svoj tug (prapor); njihovi vojaki so se imenovali Fuli, kar v kitajščini pomeni volkovi. To je zato, ker so potomci volka, in se tako imenujejo zato, da ne bi pozabili svojih prednikov."
Mita Ašinov imata nekaj podobnosti z mitom Usunov. Slednji se od ašinskega razlikuje po tem, da je volk rešil prednika plemena.

## Pogrebni obred
Kronika severnega Džuja opisuje pogrebni obred plemena Ašina. Pokojnika so položili k počitku v šotor, okoli šotora pa so žrtvovali živali. Svojci pokojnika so okoli šotora jezdili na konjih in se obredno rezali po obrazu v znak žalovanja (krvave solze). Pokojnega in njegove stvari so nato sežgali.
D.G. Savinov trdi, da  niti v južni Sibiriji niti v Srednji Aziji niso odkrili nobenega pokopa, ki bi se popolnoma skladal z opisanim pokopom.   
Zdi se, da je kremiranje kot način pokopa prakticirala samo vladajoča elita, kar morda kaže, da je bila vladarska družina tujega porekla.

## Videz
Po zapisih v Knjigi Džuja in Zgodovini severnih dinastij je bil klan Ašina v sorodu z Jenisejskimi Kirgizi. Slednji so prebivali v bližini Pamirja in bili v Novi knjigi Tanga opisani kot rdečelasi in modrooki ljudje. Enako so bili pred njimi opisani tudi Usuni. Gogturki so se od Kirgizov zagotovo razlikovali po fiziognomiji.
Mukan kagan, tretji kagan Prvega turškega kaganata, je imel po zapisih v kitajskih virih nenavaden videz. Imel je oči kot "barvna glazura" (modre), rdečo polt in širok obraz.
Po mnenju kitajskega zgodovinarja Xue Zongzhenga so imeli prvotni člani plemena Ašina fizične značilnosti, ki so se precej razlikovale od značilnosti ljudi iz vzhodne Azije. Pripadniki plemena so se sčasoma poročali s kitajskim plemstvom, kar je njihov fizični videz spremenilo v bolj vzhodnoazijskega. Preobrazba fizičnega videza plemena Ašina je bila do sredine 7. stoletja skoraj popolna.
Podobno je turški zgodovinar Emel Esin opazil, da so zgodnji člani plemena Ašina, podobno kot Jenisejski Kirgizi, imeli bolj evropske značilnosti, vendar so sčasoma zaradi vzajemnih zakonskih zvez postali bolj vzhodnoazijski. Zapisal je tudi, da so se člani plemena Ašina želeli poročati s kitajskim  plemstvom, "morda v upanju, da bi ob primerni priložnosti lahko sami prevzeli oblast na Kitajskem". Esin ugotavlja, da ima  Kul Tigin na doprsnem kipu vzhodnoazijski videz.

## Zapuščina
Člani dinastije Ašina so vladali tudi Basmilom državi Karluk jabguja in morda Hazarom in Karakanidom, če je prvi karakanidski vladar Bilge Kul Kadir kan res izviral iz Karluk jabguja. Po mnenju nekaterih raziskovalcev bi lahko Asenova dinastija iz Drugega bolgarskega cesarstva izvirala iz plemena Ašina.

## Galerija
- Kip Niri kagana, Šindžijang, Kitajska
- Spominski kompleks Altin Tamgan tarhana iz leta 732 AD; v zgornjem desnem kotu je  tamga plemena Ašina (sibirski kozorog), Provinca Bulgan, Mongolija[55]
- Kul Tiginov napis, Orhonski napisi, Mongolija